# Corrida Internacional de São Silvestre de 2011
A Corrida Internacional de São Silvestre de 2011 foi a 87ª edição da prova de rua, realizada no dia 31 de dezembro de 2011, no centro da cidade de São Paulo, a prova foi de organização da Fundação Casper Líbero.
O vencedor no masculino foi Tariku Bekele da Etiópia, enquanto no feminino foi a queniana Priscah Jeptoo.

## Resultados

#### Masculino
- 1º) Tariku Bekele (ETI) - 43m35s
- 2º) Mark Korir (QUE) - 43m58s
- 3º) Matthew Kisorio (QUE) - 44m12s
- 4º) Martin Lel (QUE) - 44m28s
- 5º) Najin El Qady (MAR) - 44m32s
- 6º) Barnabas Kosgei (QUE) - 44m45s
- 7º) Damião de Souza (BRA) - 44m53s
- 8º) Marílson Gomes dos Santos (BRA) - 45m06s

#### Feminino
- 1º) Jeptoo Priscah (QUE) 48m48s
- 2º) Wude Ayalew (ETI) 48m52s
- 3º) Eunice Kirwa (QUE) 50m58s